# Бейм, Валерий Ильич
Вале́рий Ильи́ч Бейм (род. 17 марта 1950, Одесса) — австрийский шахматист и шахматный тренер, гроссмейстер (1994).

## Биография
Отец — Илья Аронович Бейм (1904, Одесса — 1987, там же), участник Великой Отечественной войны. Дед — Аарон Исаакович Бейм (1862—1912), был владельцем «типографии А. И. Бейма», сыном газзана караимской кенассы на Троицкой улице в Одессе Исаака Абрамовича Бейма.
Бейм играл в шахматы и, тренируясь у известного в городе наставника Самуила Котлермана, быстро добился весомых успехов. Будучи уже известным в городе игроком, оставил работу и поступил в Политехнический институт.
После учёбы служил в армии, успешно участвовал в армейских чемпионатах. В 1972 году выполнил звание мастера спорта СССР, разделив 2-4-е места в чемпионате Украины. В тот период на слуху были его победы над Александром Черниным и Ратмиром Холмовым.
Бейм рано начал тренировать, работал со многими одесскими шахматистами, среди которых выделялся будущий гроссмейстер Михаил Голубев. Шахматная карьера Бейма фактически началась с того момента, когда он в 1989 году эмигрировал в Израиль. Выехав на пару турниров в Европу, сразу же стал международным мастером и попал в состав сборной Израиля на Олимпиаду в Нови-Саде (1990).
Успехи в гроссмейстерских турнирах на новой родине и победа в Будапеште (1994) позволили Бейму стать гроссмейстером. В 1990-х рейтинг Бейма достиг отметки 2570. В составе клуба «TV Tegernsee» дважды выигрывал командный чемпионат Германии по блицу. С «SV Tschaturanga» побеждал в командном чемпионате Австрии. Крупнейшее достижение Бейма — делёж первого места с Золтаном Алмаши на состязании в Линце (1997). В 2005-м Бейм разделил второе место в турнире под эгидой банка «Пивденный» у себя на родине. В Израиле воспитал будущего гроссмейстера Эрана Лисса.
Переехав в Австрию, Бейм тренировал молодёжь. Наибольшую известность ему принесли шахматные книги. «Динамика шахмат», «Ленинградский вариант голландской защиты», «Шахматные рецепты с кухни гроссмейстера», «Уроки шахматной стратегии», «Шахматная тактика: техника расчёта», «Современный взгляд на творчество Пола Морфи», «Энигма шахматной интуиции» — эти труды выпущены на многих языках, часть из них и на русском.
Живёт в Вене.

## Изменения рейтинга
| Графики недоступны из-за технических проблем. См. информацию на Фабрикаторе и на mediawiki.org. |

## Книги
- Understanding the Leningrad Dutch. Gambit Publications, ISBN 978-1-901983-72-2
- Chess Recipes from the Grandmaster’s Kitchen. Gambit Publications, ISBN 978-1-901983-55-5
- How to Calculate Chess Tactics. Gambit Publications, ISBN 978-1-904600-50-3
- How to Play Dynamic Chess. Gambit Publications, ISBN 978-1-904600-15-2
- Lessons in Chess Strategy. Gambit Publications, ISBN 978-1-901983-93-7
- Paul Morphy, a modern perspective. Russell, ISBN 1-888690-26-7